# Friedrich Lindner
Friedrich Lindner (Liegnitz, Baixa Silèsia, 1540-1597) fou un compositor alemany del Renaixement.
Restà al servei del landgrave, i el 1754 fou nomenat cantor de l'església de Santa Egídia de Nuremberg.
Se li deuen:
- Cantiones sacrae (Nuremberg, 1585).
- Míssae quinque vocum, (Nurember, 1591).
- Gemma musicalis, col·lecció de 64 madrigals de diversos autors (Nuremberg, 1588).
- Corollarium cantionum sacrarum 5.6.7.8 et plur. vocum (Nuremberg, 1590).